# Geiranger
Geiranger är en kyrkby och tidigare tätort i Stranda kommun i Møre og Romsdal fylke i västra Norge. Orten ligger vid fylkesväg 63, längst inne vid Geirangerfjorden. Här finns Geirangers kyrka.
Mellan 2023 och 2024 har orten räknats som en tätort.
Tidigare har orten tillhört dåvarande Sunnylvens kommun.

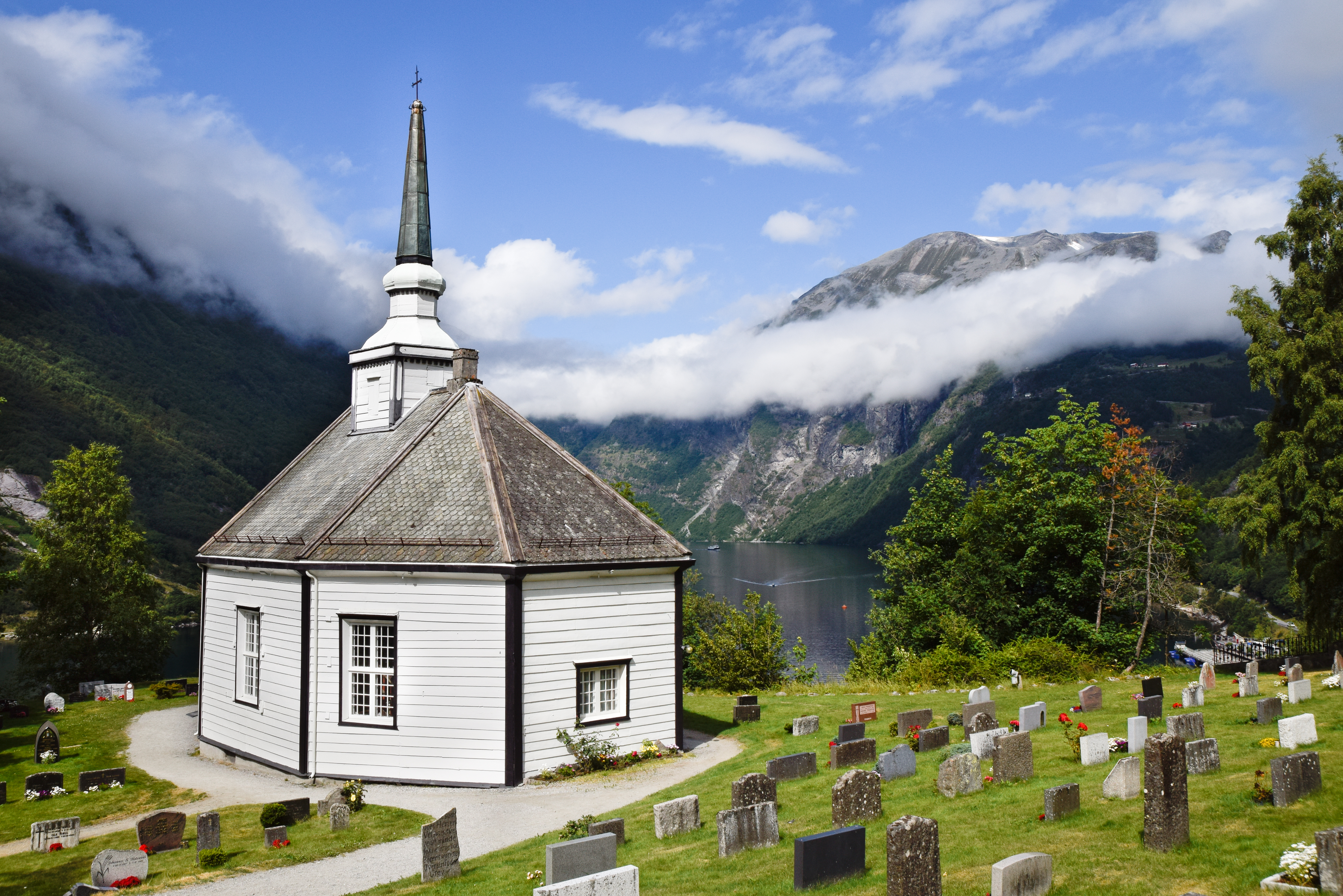
Geirangers kyrka.